# 玉東町
玉東町（ぎょくとうまち）は、熊本県の北部に位置している町。玉名郡に属す。熊本市北区、玉名市、和水町、山鹿市と接している。キャッチフレーズは「みかんと史跡の里」で、ミカンをはじめとして梨など果物の生産が盛ん。西南戦争の激戦地で、町内には多くの史跡が残されている。

## 地理

### 隣接している自治体・行政区
- 熊本市（西区・北区）
- 玉名市
- 山鹿市
- 玉名郡和水町

### 地名
- 稲佐(旧木葉村)
- 浦田(旧木葉村)
- 上木葉(旧木葉村)
- 木葉(旧木葉村)
- 山口(旧木葉村)
- 上白木(旧山北村)
- 西安寺(旧山北村)
- 白木(旧山北村)
- 原倉(旧山北村)
- 二俣(旧山北村)

## 歴史

### 近現代

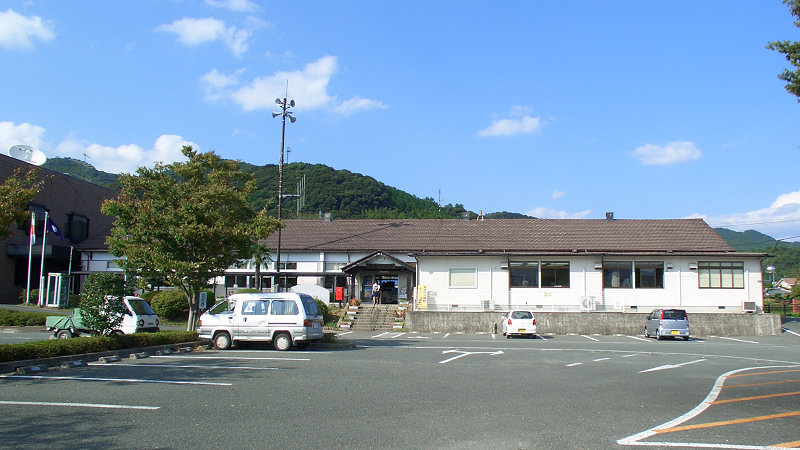
旧玉東町役場

- 1955年（昭和30年）3月1日 - 木葉村・山北村が対等合併し、玉東村が発足。
- 1967年（昭和42年）4月1日 - 玉東村が町制施行。玉東町が発足。
- 1991年（平成3年）9月1日 - 鹿本郡植木町と境界変更。
- 1993年（平成5年）6月1日 - 玉名市と境界変更。
- 1995年（平成7年）
  - 3月1日 - 鹿本郡植木町と境界変更。
  - 12月1日 - 一部を鹿本郡植木町に編入（境界変更）。
- 2006年（平成18年）6月21日 - 同日から6月28日にかけて、梅雨前線が活発化して豪雨。木葉川が氾濫[1]。
- 2024年（令和6年）5月1日 - 町役場新庁舎が落成（5月7日業務開始）[2]。
- 2025年（令和7年）8月11日 - 県下に集中豪雨。木葉川が氾濫し、川沿いの中央公民館や町民体育館などの公共施設、複数の家屋が床上浸水した[3][4]。

## 行政
- 町長：前田移津行（まえだ いつゆき）

2001年1月28日から町長を務める。2017年の町長選はほかに候補者がおらず、玉東町では1991年以来となる無投票再選となり、現在5期目。

## 産業

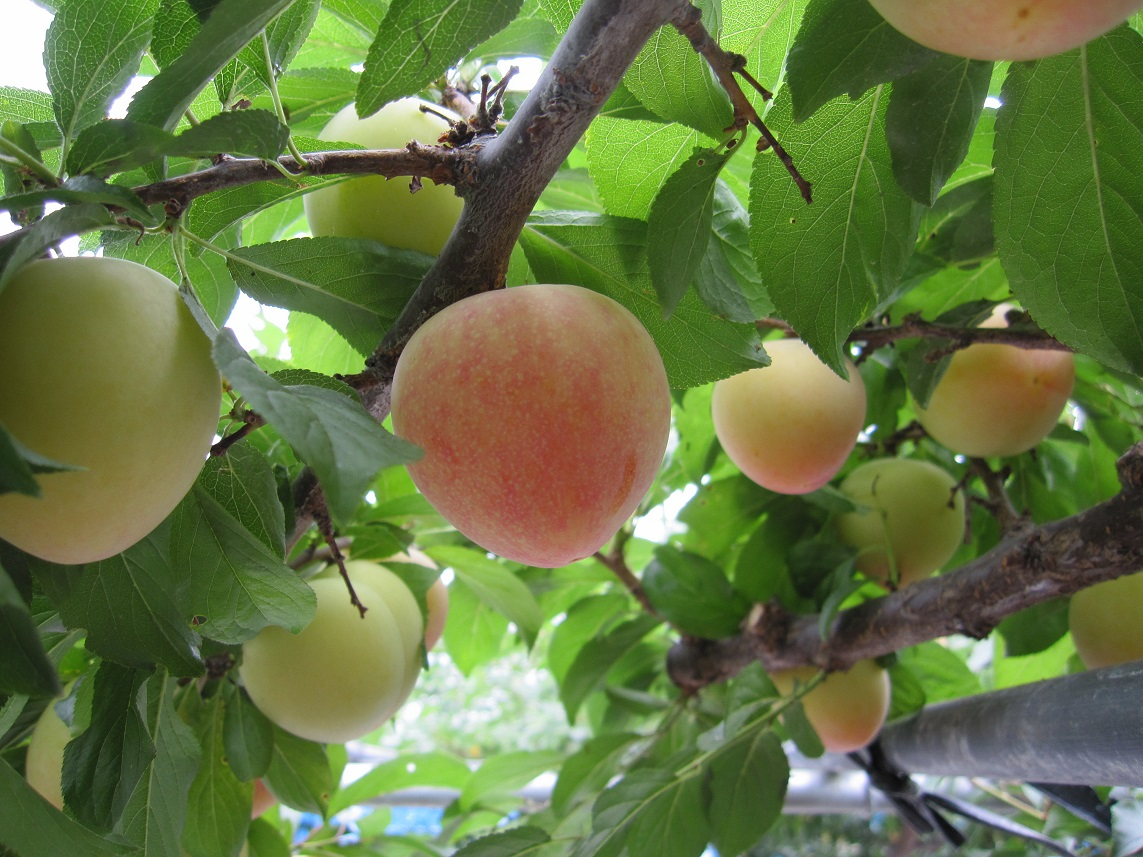
ハニーローザ

### 特産品
- みかん
- ハニーローザ（スモモ）
- 紅あずま（サツマイモ）
- 梨
- スイカ
- いきなりだご
- 野菊みそ
- 木葉猿

## 地域

### 人口
| |                                        |  |
| 玉東町と全国の年齢別人口分布（2005年） | 玉東町の年齢・男女別人口分布（2005年） |  |
| ■紫色 ― 玉東町 ■緑色 ― 日本全国 | ■青色 ― 男性 ■赤色 ― 女性              |  |
| 玉東町（に相当する地域）の人口の推移 \| 1970年（昭和45年） \| 6,403人 \| \| \| 1975年（昭和50年） \| 6,281人 \| \| \| 1980年（昭和55年） \| 6,315人 \| \| \| 1985年（昭和60年） \| 6,180人 \| \| \| 1990年（平成2年） \| 6,043人 \| \| \| 1995年（平成7年） \| 6,038人 \| \| \| 2000年（平成12年） \| 5,781人 \| \| \| 2005年（平成17年） \| 5,626人 \| \| \| 2010年（平成22年） \| 5,554人 \| \| \| 2015年（平成27年） \| 5,265人 \| \| \| 2020年（令和2年） \| 5,045人 \| \| |                                        |  |
| 総務省統計局 国勢調査より |                                        |  |
| 1970年（昭和45年） | 6,403人                                |  |
| 1975年（昭和50年） | 6,281人                                |  |
| 1980年（昭和55年） | 6,315人                                |  |
| 1985年（昭和60年） | 6,180人                                |  |
| 1990年（平成2年） | 6,043人                                |  |
| 1995年（平成7年） | 6,038人                                |  |
| 2000年（平成12年） | 5,781人                                |  |
| 2005年（平成17年） | 5,626人                                |  |
| 2010年（平成22年） | 5,554人                                |  |
| 2015年（平成27年） | 5,265人                                |  |
| 2020年（令和2年） | 5,045人                                |  |

### 教育
- 中学校
  - 玉東町立玉東中学校
- 小学校
  - 玉東町立木葉小学校
  - 玉東町立山北小学校

## 交通

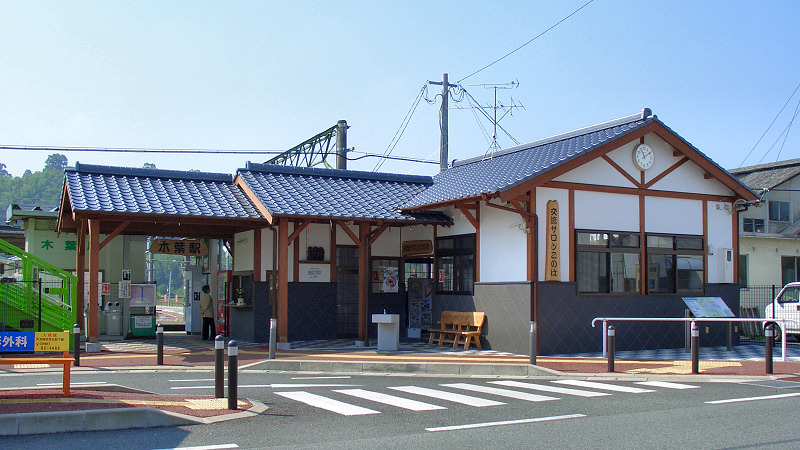
木葉駅

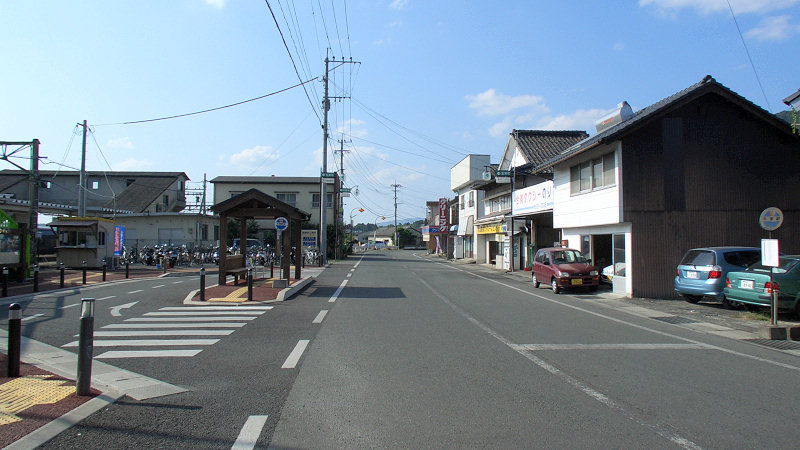
木葉駅前

### 航空
- 最寄り空港は熊本空港。空港と町内を直接結ぶ公共交通はない。

### 鉄道
- 九州旅客鉄道（JR九州）
  - 鹿児島本線 木葉駅
  - その他、九州新幹線が新玉名駅 - 熊本駅間で当町を通過する。

### バス
- 産交バス - 玉名市と熊本市を結ぶ路線が玉東町を経由する。
  - 玉名駅前 - 大倉団地入口 - 稲佐 - 木葉駅前 - 玉東町役場前 - 植木 - 大窪 - 京町本丁 - 熊本桜町バスターミナル
- ふれあいの丘循環バス - 無料

### 道路
- 一般国道
  - 国道208号

高速道路は町内を通っていない。最寄り高速道路インターチェンジは町の北側が九州自動車道菊水IC、南側は植木ICとなる。なおETCを装着の場合は北熊本SICも利用可。

## 防災行政無線チャイム
- 定時チャイム(時報)として、12:00には『6つのレントラー舞曲』、17:00には『みかんの花咲く丘』が放送されている。

## 名所・旧跡・観光・祭事・催事
- 吉次公園
- 年ノ神公園
- 半高山公園
- 高月官軍墓地・宇蘇浦官軍墓地
- 山北八幡宮春季大祭（2月19日）・秋季大祭（11月19日）
- ふれあいまつり（8月）

## 出身著名人
- 続素美代（登山家、翻訳家）
- 室山まゆみ（漫画家コンビ）
- 児玉亮涼（プロ野球選手）
- 荒木翔太（プロ野球選手）
- 柳明日菜（映画監督、俳優）